# COVID-19 на Кубе
Было подтверждено, что пандемия коронавируса 2019—2020 годов распространилась на Кубу 11 марта 2020 года, когда три итальянских туриста получили положительный результат на вирус.

## Предыстория
12 января 2020 года Всемирная организация здравоохранения (ВОЗ) подтвердила, что новый коронавирус был причиной респираторного заболевания в группе людей в городе Ухань, провинция Хубэй, Китай, о чём было сообщено ВОЗ 31 декабря 2019 года.
Коэффициент летальности в случае COVID-19 был значительно ниже, чем при атипичной пневмонии в 2003 году, но передача была значительно выше, при этом и общее число погибших было довольно значительным.
Куба в течение последних десятилетий направляла медицинский персонал в другие части мира, как это было в 2014 году, когда ВОЗ содействовала направлению медицинского персонала с Кубы в Африку для борьбы с эпидемией Эболы; «медицинский интернационализм» сыграл важную роль во время кризиса, связанного с COVID-19. Куба направила медицинский персонал в наиболее пострадавший богатый итальянский регион Ломбардию, а также в Анголу и дюжину государств Карибского бассейна. Тем не менее, Куба также сталкивается с проблемами на национальном уровне. Во-первых, имея очень шаткую отечественную систему здравоохранения, которая уже не является той, какой она была раньше, медицинские работники сталкиваются с рядом проблем, таких как нехватка медицинского оборудования, плохие санитарные условия и низкая заработная плата.
На Кубе также велик процент населения пожилого и преклонного возраста. Поскольку четверть населения считается находящейся в группе риска, несовершенная система здравоохранения может привести к высокому числу смертей во время пандемии. Кроме того, в последние два года экономика Кубы находится в неустойчивом состоянии, и ей угрожает ещё более глубокое ухудшение экономической ситуации из-за сокращения туризма и денежных поступлений. Как следствие, Правительство начало централизованно принимать экономические решения, чтобы избежать более глубокого экономического кризиса, подобного тому, который пережила страна после окончания Холодной войны.

### Вакцинация
Куба — самая маленькая из всех стран, разработавших собственные вакцины против COVID-19. Вакцины Soberana 02 и Abdala достигли третей фазы клинических испытаний и уже применяются в кампании массовой вакцинации: на конец июня 2021 года не менее 5 млн человек получили хотя бы одну дозу вакцины.

## Хронология

### Март 2020 года
11 марта были подтверждены первые три случая заболевания на Кубе. Пациентами были итальянские туристы. Они содержались в изоляции в Институте тропической медицины имени Педро Коури в Гаване.
Правительство призывало граждан делать свои собственные маски для лица, в то время когда как их должна была изготовить текстильная промышленность. Людям было рекомендовано носить с собой несколько матерчатых масок для лица, в зависимости от того, сколько часов они планируют провести в общественных местах.
12 марта было объявлено о четвёртом подтверждённом случае заболевания. Это был кубинец, чья жена прибыла из Милана, Италия, 24 февраля, и у которой 27 февраля начались симптомы заболевания. К 8 марта у мужа появились первые симптомы заболевания. Оба были проверены, и тест мужа дал положительный результат. У жены результат оказался отрицательным, потому что болезнь уже прошла.
16 марта круизное судно MS Braemar с более чем 1000 пассажирами и экипажем на борту получило разрешение причалить на Кубе после отказа Багамских Островов. По меньшей мере пять пассажиров получили положительный результат теста на коронавирус (COVID-19). Британские граждане смогли улететь домой после того, как оба правительства достигли соглашения об их репатриации.
17 марта число подтверждённых случаев заболевания возросло до 7.
18 марта число подтверждённых случаев заболевания возросло до 10, и было объявлено о первом смертельном случае, им стал 61-летний итальянец, который был одним из первых трёх подтверждённых случаев болезни.
19 марта число подтверждённых случаев заболевания выросло до 16.
20 марта число подтверждённых случаев болезни выросло до 21. Также было объявлено, что Куба ограничит въезд для резидентов с 24 марта. Въезд в страну разрешается только кубинским резидентам, то есть если они не находились за пределами Кубы более 24 месяцев, а также иностранцам, проживающим на острове.
22 марта Министерство здравоохранения Кубы объявило о повышении числа больных коронавирусом на острове до 35, но в настоящее время отслеживает более 950 предполагаемых случаев заболевания, согласно информации, опубликованной Государственным агентством на его веб-сайте.
23 марта власти Кубы объявили об увеличении числа больных коронавирусом до 48 человек.
По состоянию на 30 марта количество подтверждённых случаев заболевания коронавирусом составило 170 человек, причём 4 из них умерли.

### Апрель 2020 года
С полуночи 1 апреля Куба приостановила прибытие всех международных рейсов.
4 апреля власти Кубы сообщили об увеличении числа больных коронавирусом до 288 человек.
По состоянию на 15 апреля на Кубе зарегистрировано 755 случаев заболевания COVID-19, всего на сегодняшний день проведено 18 856 тестов.

### Май 2020 года
По состоянию на 12 мая число новых случаев заболевания снизилось до менее чем 20 в день, и началась программа массового тестирования.